# J. Mackye Gruber
Jonathan Mackye Gruber (...) è uno sceneggiatore e regista statunitense, opera in coppia con Eric Bress.

## Filmografia
Sceneggiatore
- Final Destination 2 (2004)
- The Butterfly Effect (2004)
- Kyle XY (2006-2009)

Regista
- Blunt (1998)
- The Butterfly Effect (2004)